# فری تاون، باهاما
فری تاون (به انگلیسی: Freetown) شهری در کشور باهاما است که جمعیت آن در سرشماری سال ۲۰۰۹ میلادی، ۴٬۲۲۲ نفر بوده‌است.